# Audi S4
Название Audi S4 изначально использовалось для обозначения высокопроизводительных спортивных версий Audi 100, позднее оно стало применяться для таких же модификаций Audi A4. Производимый на заводе Audi AG в Ингольштадт (Германия), Audi S4 были доступны в следующих кузовах: пятидверный пятиместный универсал, четырёхдверный пятиместный седан и двухдверный четырёхместный кабриолет. Во всех моделях двигатель расположен спереди в продольном направлении. Как и все модели Audi S-серии, S4 доступна только с системой полного привода quattro.
Современная Audi S4 является самым высокотехнологичным автомобилем в классе. Постоянный полный привод, активный задний дифференциал, активное рулевое управление, роботизированная коробка передач с двумя сцеплениями и компрессорный двигатель – отличительные черты этого автомобиля. Особенностью же двигателя является компрессор Roots, расположенный за дроссельной заслонкой, что снижает потери на его привод в режиме частичных нагрузок. Все это позволяет добиться высокой литровой мощности (111 л. с. на литр), хорошей экономичности (13,5 л./100км в смешанном цикле)  и четких откликов на нажатие педали газа.

## Галерея

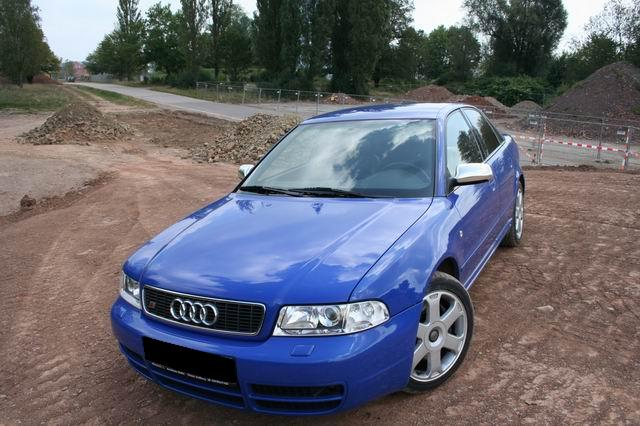
Audi S4 B5
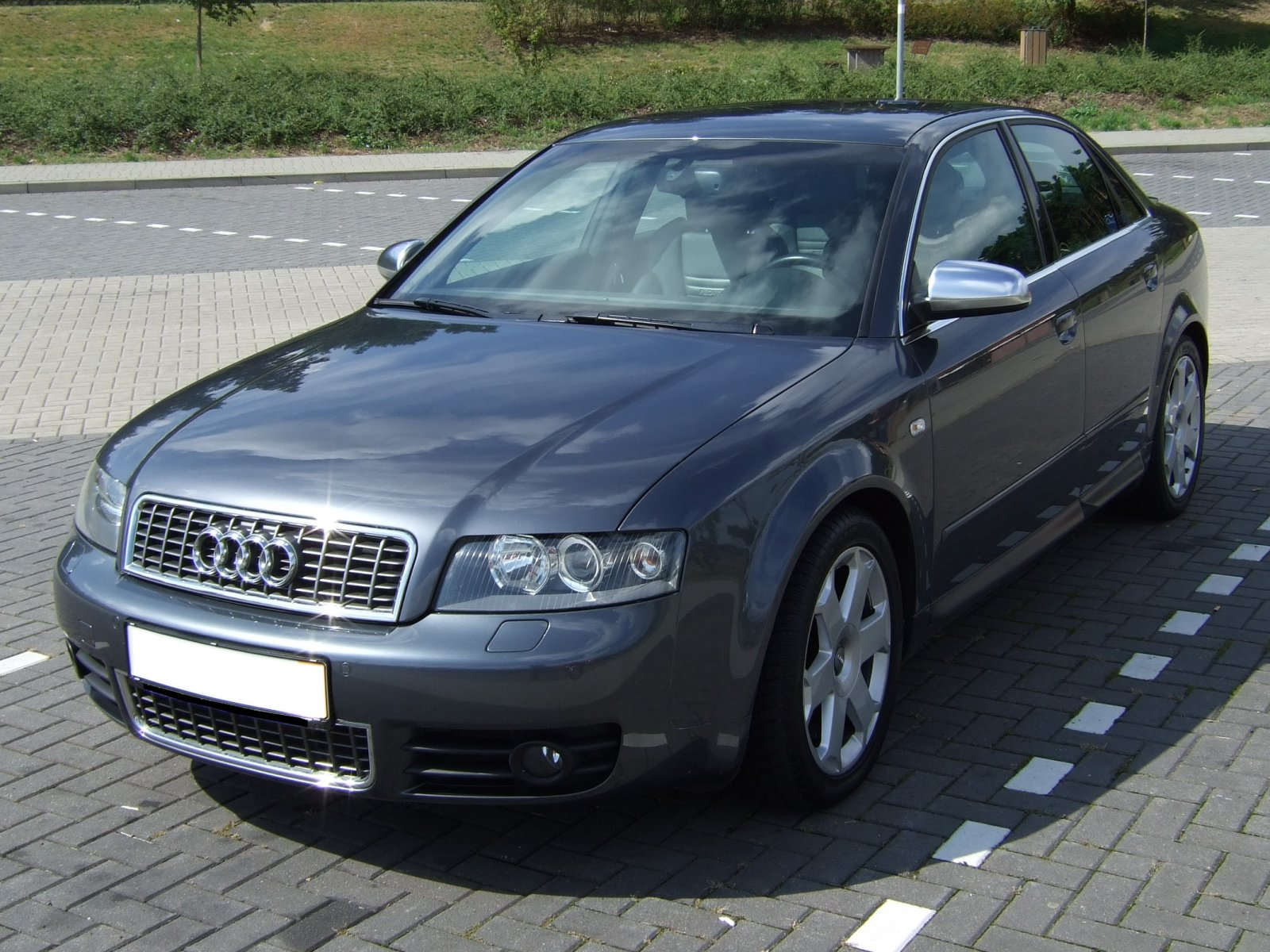
Audi S4 B6
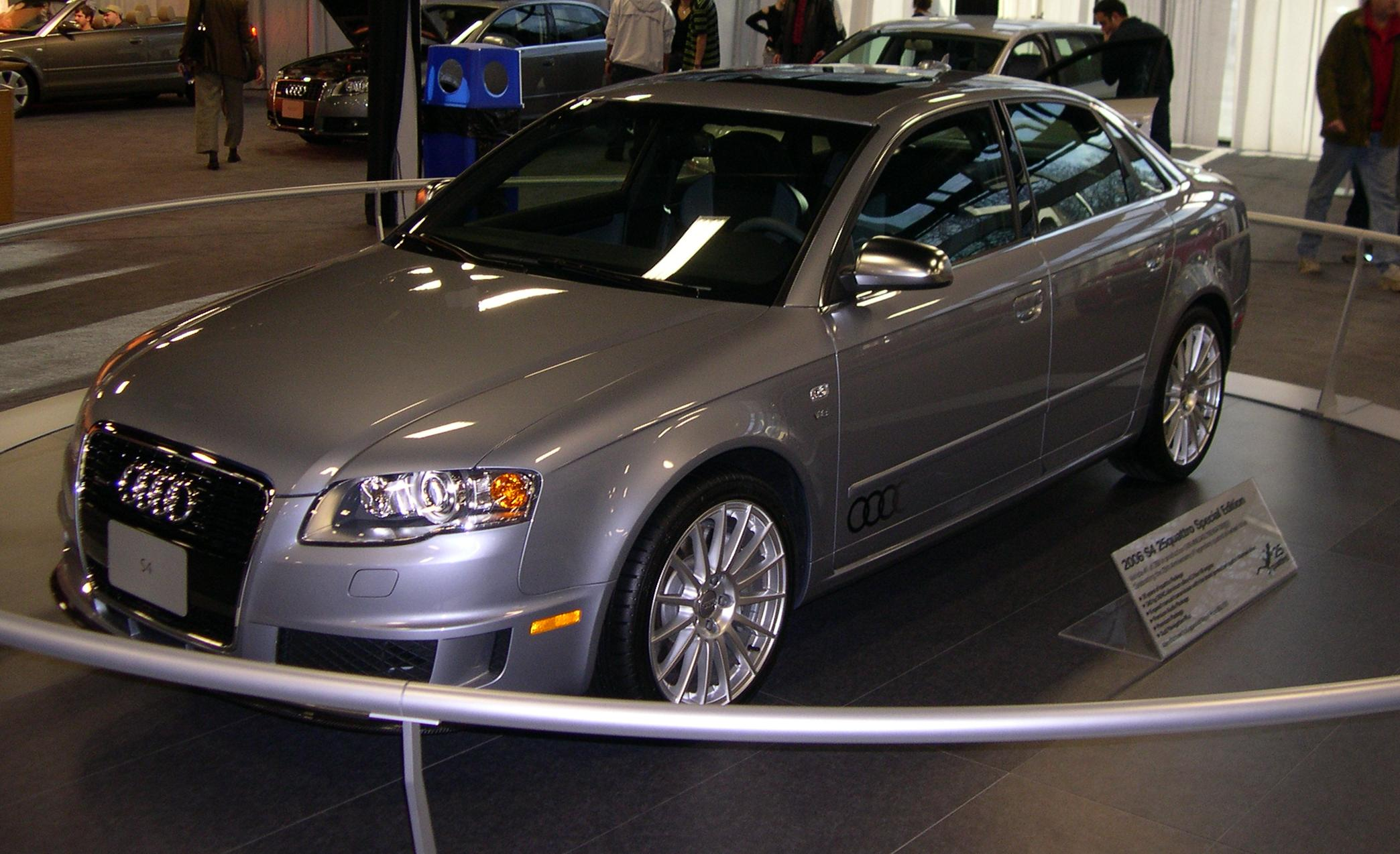
Audi S4 B7
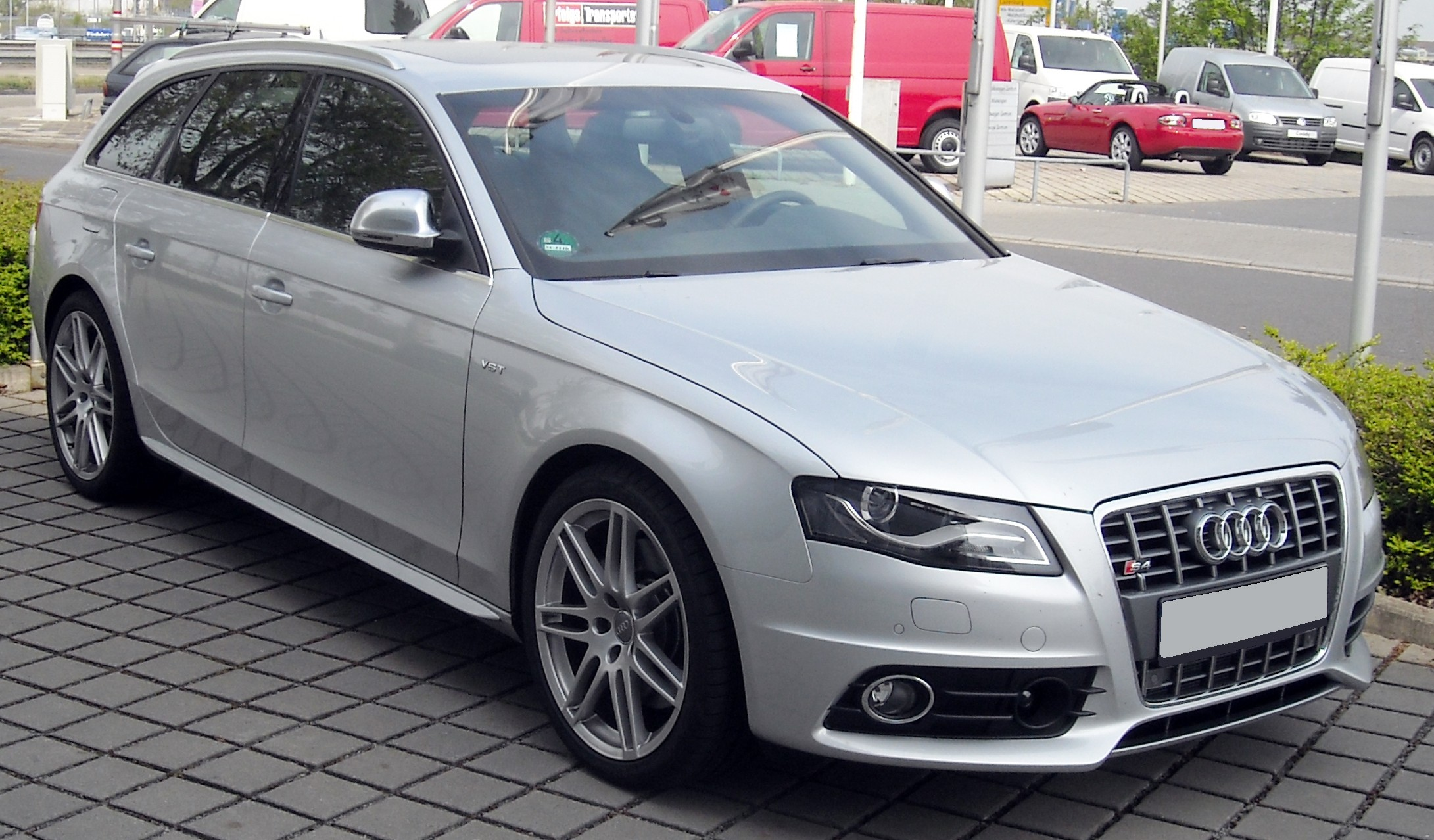
Audi S4 B8
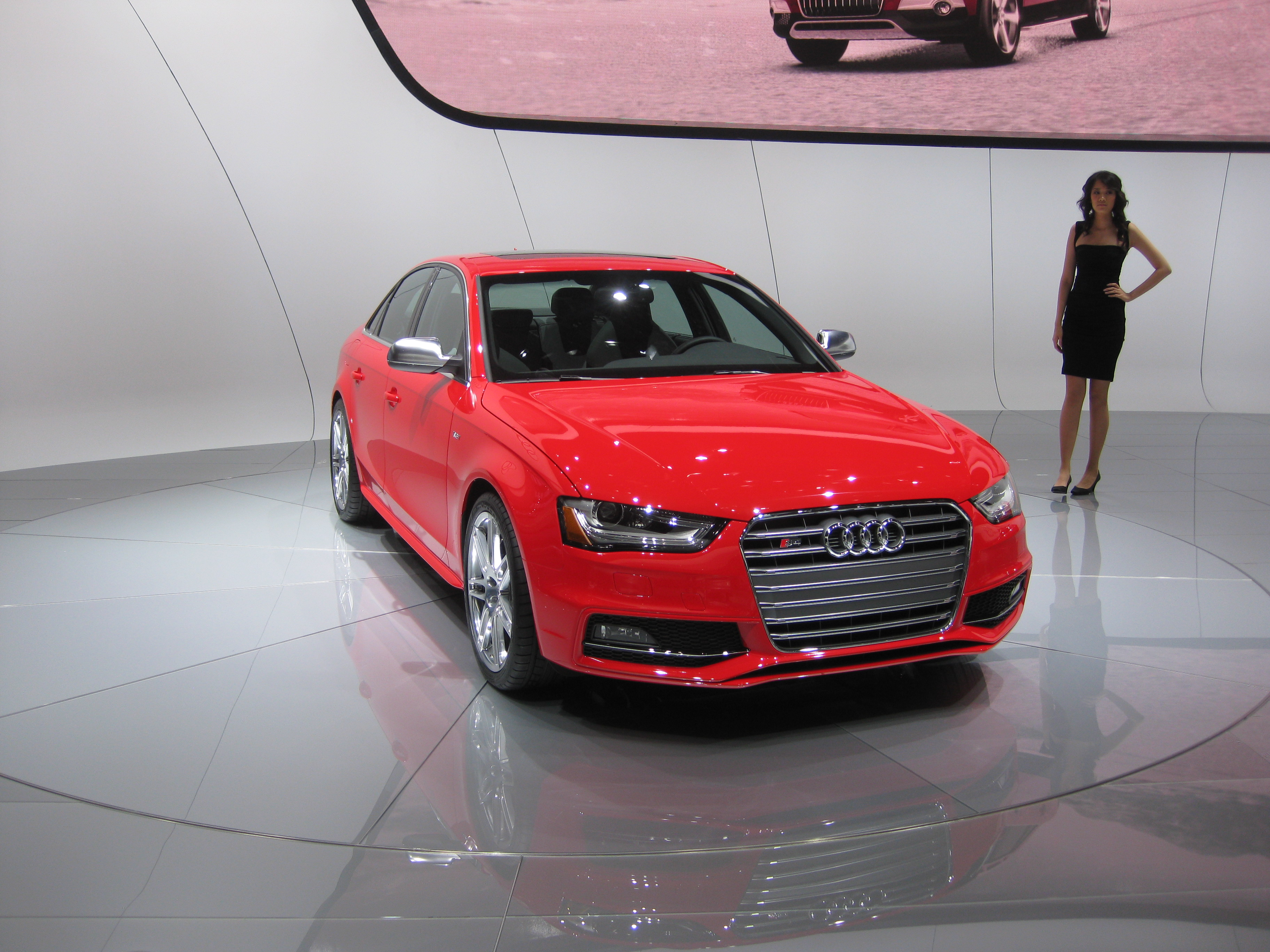
Audi S4 B8 (facelift)
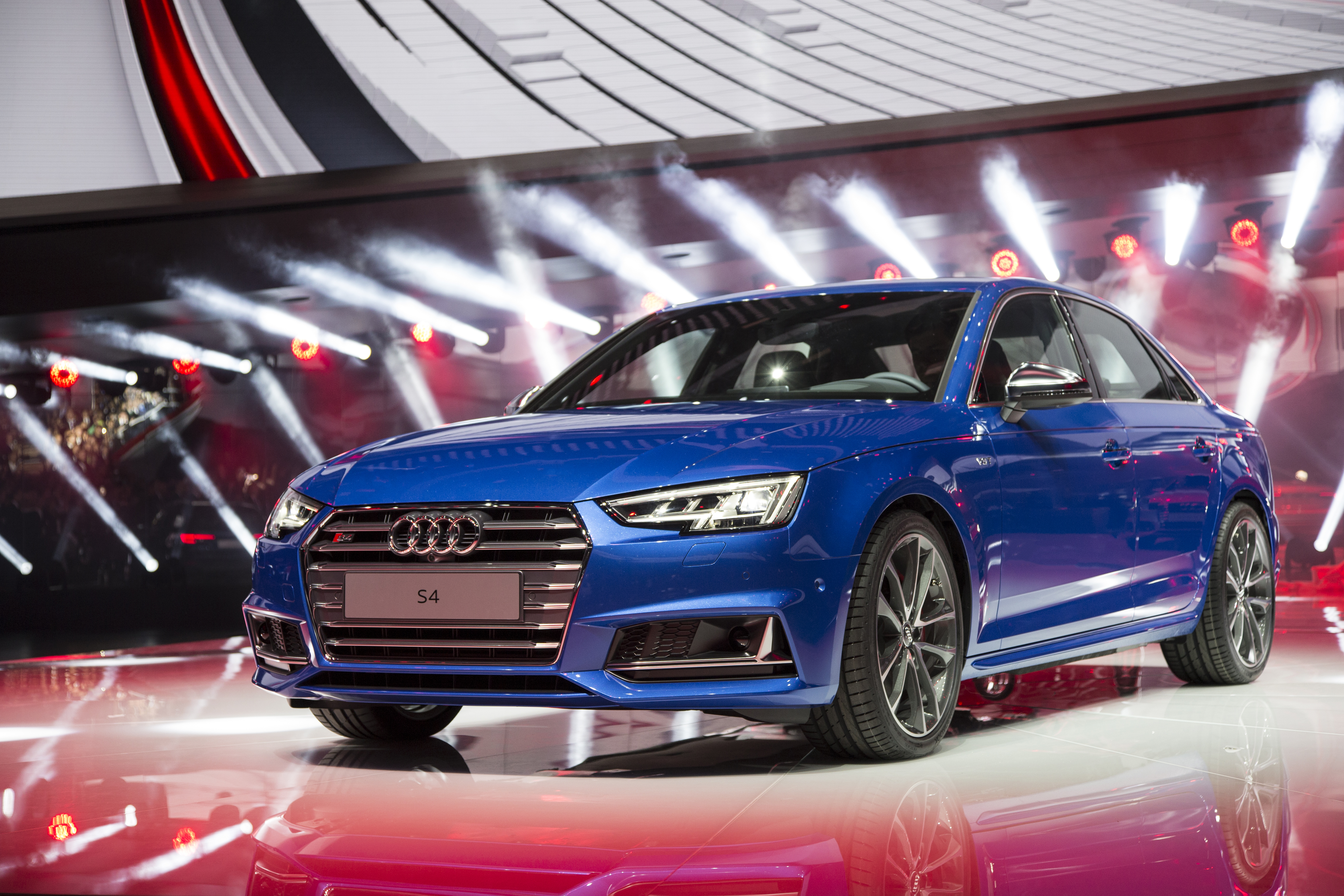
Audi S4 B9